# Eduard Rothauser
Eduard Rothauser (Budapeste, 8 de dezembro de 1876 — Barcelona, 24 de janeiro de 1956) foi um ator alemão nascido na Áustria.